# 上坊良太郎
上坊 良太郎（じょうぼう りょうたろう、1916年（大正5年） - 2012年（平成24年）8月13日）は、大日本帝国陸軍の軍人、戦闘機操縦者でエース・パイロット。最終階級は陸軍大尉。少年飛行兵第1期生。滋賀県出身。

## 経歴
1934年（昭和9年）2月、18歳で陸軍少年飛行兵第1期生として所沢陸軍飛行学校に入校。1935年（昭和10年）1月、卒業と同時に朝鮮半島の平壌にある飛行第6連隊に配属された。翌1936年（昭和11年）1月に明野陸軍飛行学校に入校し、戦闘機操縦者の教育を受けた。1937年（昭和12年）8月に独立飛行第9中隊の一員として日中戦争（支那事変）に出征。9月21日に九五式戦闘機で中国空軍のI-15を撃墜し初戦果をあげる。その1年後の1938年（昭和13年）8月、飛行第64戦隊に配属となる。
1939年（昭和14年）8月、ノモンハン事件でソ連軍と交戦、ここで18機のソ連戦闘機を撃墜する。事件の終結と共に、第64戦隊は南支に移動。上坊は1940年（昭和15年）2月に日本に帰国し、少尉候補者として陸軍航空士官学校に入校、翌1941年（昭和16年）7月25日に卒業した。10月、少尉任官と同時に飛行第33戦隊（満州国杏樹駐留）に配属された。第33戦隊の装備機は九七式戦闘機であったが、太平洋戦争開戦後の1942年（昭和17年）5月に一式戦闘機に機種改変した。
1942年9月、第33戦隊は中国方面へ派遣され、台湾を経由して南支の広東についた。上坊は、第1中隊第3編隊長として、広東と中支の武昌の基地を往復しながら、桂林・衡陽・零陵を基地とするアメリカ陸軍航空軍（第14空軍）のP-40などと対戦した。1943年7月から9月まで、第3飛行師団主導の夏季航空撃滅戦に参加した。
1943年（昭和18年）10月、中尉となった上坊は第1野戦補充飛行隊戦闘隊（補充要員の錬成部隊）に転属し、戦闘機操縦の教官としてスマトラ島のゲルンバン飛行場へ赴任した。1944年（昭和19年）末頃には、マレー半島や蘭印方面にも機動部隊艦載機やB-29が来襲するようになった。上坊はシンガポールのテンガー飛行場に待機して、一式戦闘機や二式単座戦闘機を駆り、B-29相手の防空戦をおこなった。1945年（昭和20年）6月、大尉に進級。太平洋方面に赴き沖縄戦に参加し、終戦を迎える。
戦後は名古屋に在住し、航空自衛隊を経て退役後の2012年8月13日に死去した。96歳没。

## 人物・逸話
ノモンハン戦では、1939年8月3日にI-16を撃墜したのが上坊曹長の最初の戦果で、11日後さらに1機を撃墜した。8月21日のタムスク攻撃では、錯綜した格闘戦の中で2機のI-16を撃墜したが、上坊機も何度も被弾し、破片で顔面に傷を受けた。
1942年10月29日の桂林進攻では、上坊は2度目の出撃で1機を撃墜。その後2機目を追って急降下で射撃中、気圧の変化で右耳の鼓膜が破裂してしまった。それでも上坊は、低空の敵機4機編隊を追尾し、その最後尾機を射撃せずに桂林付近の山の頂上に激突させるという戦果をあげている。
1944年末ごろからカルカッタを基地とするB-29のマレー半島への来襲が始まった。11月5日の初来襲を迎撃した第1野戦補充飛行隊は、一式戦闘機ではB-29撃墜は困難と判断、それからは二式単座戦闘機や四式戦闘機を使用して迎撃した。上坊は、ホ301（40mm砲）装備の二式単座戦闘機に搭乗し、「失速反転攻撃法」と呼ばれる戦法を考案してB-29撃墜の戦果をあげた。1945年（昭和20年）6月初旬、シンガポール上空に単機で飛来したB-29を二式戦で迎撃に上がった。上坊は機銃死角の胴体直下を平行に飛びながら垂直上昇・射撃を繰り返し、4度目の射撃でエンジンから黒煙を吹いたB-29が降下していくのが確認された。
上坊良太郎大尉は、一時期（特に昭和30年代）の出版物のなかで「公式記録」という名目で撃墜数76機と紹介されていた。上坊と同期生の樫出勇大尉は、上坊が76機撃墜していると確信しており、石川貫之空将もこれに同意していた。上坊は謙虚な性格のため自身の撃墜数を誇示することは控えていたが、彼の回想記によれば、ノモンハンでの18機、中国でのP-40・2機、シンガポールでのB-29・2機を含めて30機とされている(自身の著書『わか「九五・九七戦」大陸の空を制霸す』では64機撃墜と著している )。このほかに10機のB-29を不確実撃墜または撃破している。

## 著作
- 『五つの空』（ヒューマンドキュメント社、1986年） ISBN 4-7952-3241-5

手記
- 「わか「九五・九七戦」大陸の空を制霸す」
  - 『丸エキストラ 戦史と旅5 陸軍戦闘機の世界 九七戦から五式戦までの陸鷲列伝』（潮書房、1997年7月別冊） p48-p55
- 「撃墜王上坊『ノモンハンの空』を飛ぶ」
  - 潮書房『丸』2000年1月号 No.645 p231-p257